# Vyskytná nad Jihlavou
Vyskytná nad Jihlavou är en ort i Tjeckien.   Den ligger i regionen Vysočina, i den centrala delen av landet, 110 km sydost om huvudstaden Prag. Vyskytná nad Jihlavou ligger 531 meter över havet och antalet invånare är 672.
Terrängen runt Vyskytná nad Jihlavou är huvudsakligen platt, men åt sydväst är den kuperad. Vyskytná nad Jihlavou ligger nere i en dal. Runt Vyskytná nad Jihlavou är det ganska tätbefolkat, med 207 invånare per kvadratkilometer. Närmaste större samhälle är Jihlava, 6,5 km öster om Vyskytná nad Jihlavou. I omgivningarna runt Vyskytná nad Jihlavou växer i huvudsak blandskog.